# 木戸美摸投手負傷事件
木戸美摸投手負傷事件（きどよしのりとうしゅふしょうじけん）は、1956年（昭和31年）に発生した読売ジャイアンツ投手の木戸美摸が対広島カープ戦の後に負傷した事件。

## 事件の概略
1956年5月20日、当時の広島カープの本拠地であった広島県総合グランド野球場で広島対巨人のダブルヘッダーが開催された。両試合ともカープが主力投手の長谷川良平、大田垣喜夫を先発させたが、大敗した。そのため、前日の山口で開催された試合も合わせ、対巨人戦3連敗となった。またカープは5月に入ってこの日までに4勝10敗と振るわず、一部熱狂的ファンのフラストレーションが爆発し、試合終了直後のグラウンドにスタンドからビール瓶などが投げ込まれた。その中のビール瓶がマウンドからベンチに引き上げていた巨人投手の木戸美摸（当時18歳）の右足に命中し、ひざ下を2針縫う負傷をした。
狙ってビール瓶を木戸に当てることは困難であるにせよ、巨人選手が存在するグラウンドにガラス瓶を投げ込むことは未必の故意による傷害である上、巨人監督の水原茂がバスに乗り込む際にファンから暴行されたこともあり、巨人首脳が「犯人を出さない以上、二度と広島でゲームはしない」と警告した。そのため、カープは本拠地広島における開催権の返上のみならず、最悪の場合ペナントレースの公式戦開催中止まで危惧された。
この事態にカープの球団社長が上京し、巨人のフロントに陳謝したほか、地元選出議員の池田勇人（後の首相）も仲裁に乗り出したが、解決の糸口は見出せなかった。また前年にも同様の事件がカープ絡みで発生していたこともあり、日本野球機構は広島総合球場の一時使用禁止を勧告した。そのためカープ側は事態の打開のため、一時はリーグ脱退まで決意したほどであった。
この状況で「犯人」として6月13日に球団事務所に広島市内在住の2人の男性が「当たったかどうか分からないが、とにかく瓶を投げた」と出頭した。事件を捜査していた広島西警察署（現在の広島中央警察署）は2人から事情聴取し現場検証を行ったが、結局「2人が投げた瓶が当たったかどうか疑問」として、説諭（注意）をしただけで刑事事件として立件はされなかった。この「犯人出頭」を評価した巨人側も広島での公式戦開催を承諾した。また警察と球団と後援会との協議で、今後球場で販売する飲料物は瓶から紙コップに移して販売することになった。